# Leandro Cufré
Leandro Damián Cufré (* 9. Mai 1978 in La Plata) ist ein argentinischer ehemaliger Fußballspieler.

## Karriere
Der Verteidiger begann seine Karriere in seiner Heimat bei Gimnasia y Esgrima de La Plata (1996–2001), spielte anschließend bis 2006 in Italien, u. a. für den AS Rom und wechselte dann zum AS Monaco.
Cufré gewann 1997 in Malaysia die Junioren-Fußballweltmeisterschaft und feierte im Jahr 2000 sein Debüt in der argentinischen Nationalmannschaft.
Er wurde in den argentinischen Kader für die Fußball-Weltmeisterschaft 2006 in Deutschland nominiert, absolvierte aber nur ein Spiel. Am 30. Juni 2006 erhielt er im Viertelfinale gegen Deutschland nach einem Tritt in den Genitalbereich von Per Mertesacker als erster Spieler in der Geschichte der Fußball-WM nach Spielende eine rote Karte, obwohl er in diesem Spiel gar nicht eingesetzt wurde. Von der Disziplinarkommission des Weltverbandes FIFA wurde er hierfür für vier Pflichtspiele gesperrt. Außerdem musste er 6.100 Euro (10.000 Schweizer Franken) Geldstrafe zahlen.
Am 13. Januar 2009 wurde Cufré von der italienischen Botschaft in Buenos Aires wegen angeblicher Passfälschung die italienische Staatsbürgerschaft entzogen. Darauf sperrte der französische Fußballverband Cufré auf unbestimmte Zeit für die Ligue 1. Am 29. Januar 2009 wechselte Cufré bis zum Ende der Saison 2008/09 nach Berlin zum Fußballbundesligisten Hertha BSC.
Zur Saison 2009/10 unterzeichnete Cufre zunächst einen Vertrag über zwei  Jahre bei seinem Heimatverein Gimnasia La Plata in Argentinien, wechselte dann aber zu Dinamo Zagreb.